# Ghislaine Maxwell
Ghislaine Noelle Marion Maxwell (Maisons-Laffitte (Frankrijk), 25 december 1961) is een Britse socialite en onderneemster. In 2022 werd zij schuldig bevonden aan het faciliteren van seksueel misbruik en tot twintig jaar gevangenisstraf veroordeeld.
Na de dood van haar vader Robert Maxwell in 1991 emigreerde zij naar de Verenigde Staten en werd zij vriendin en compagnon van de Amerikaanse financier en multimiljonair Jeffrey Epstein. 
In 2012 richtte zij het TerraMar Project op, een milieuorganisatie die de bescherming van oceaanwateren als doel had. De organisatie stopte in 2019, nadat Epstein opnieuw werd aangeklaagd.
Na de dood van Epstein in 2019 in de gevangenis in New York was Maxwell ongeveer een jaar onvindbaar. Op 2 juli 2020 werd zij gearresteerd in Bradford in New Hampshire en kort daarop aangeklaagd wegens het faciliteren van seksueel misbruik en het plegen van meineed. In 2022 werd zij door een jury schuldig bevonden aan drie aanklachten en vervolgens door de rechtbank tot twintig jaar gevangenisstraf veroordeeld.

## Biografie tot 1991
Ghislaine Maxwell werd in 1961 in een voorstad van Parijs geboren als het negende en jongste kind van Elisabeth Meynard, een lector met de Franse nationaliteit, en Robert Maxwell, een Britse mediamagnaat van Tsjechische afkomst. Haar vader was van Joodse afkomst en haar moeder stamde af van de hugenoten. Maxwell werd enkele dagen nadat haar oudere broer op zijn vijftiende door een auto-ongeluk in een coma raakte,  geboren. Haar broer bleef in coma tot zijn overlijden in 1967. Gedurende haar jeugd woonde Ghislaine in Headington Hill Hall, een herenhuis met 53 kamers in een buitenwijk van Oxford, waar ook de kantoren van Robert Maxwell's Pergamon Press waren gevestigd. Ghislaine Maxwell doorliep Headington School, Marlborough College en de Universiteit van Oxford.
Zij wordt ook wel gezien als haar vaders favoriete kind. The Times meldde dat Robert Maxwell zijn dochter niet toestond bevriende jongens mee naar huis te nemen of zich met hen in het openbaar te vertonen. Dit verbod gold met name toen zij ging studeren aan Balliol College in Oxford.
Maxwell maakte in de jaren tachtig deel uit van de Londense high society. Ze richtte een club van vrouwen op, met dezelfde naam als de achttiende-eeuwse Kit-Cat Club. Haar vader was sinds 1982 eigenaar van de Oxford United Football Club tot zijn overlijden in 1991. Zij was in deze periode directeur van de club.
Ook werkte zij bij European, een van de tijdschriften die haar vader had opgericht.
Volgens de Schotse redacteur Tom Bower van The Times nodigde haar vader Ghislaine in 1986 uit om zijn nieuwe jacht op een scheepswerf in Nederland te bezoeken. Hij liet het schip dopen met de naam Lady Ghislaine. Bower beweerde voorts dat Robert Maxwell "een bedrijf op maat in New York voor haar beschikbaar had". Het bedrijf dat zich concentreerde op relatiegeschenken bleek echter niet winstgevend.
Volgens The Times vloog Maxwell op 5 november 1990 naar New York om een envelop aan Robert Maxwell af te leveren die, zonder dat zij dat wist, deel uitmaakte van een door haar vader uitgedokterd plan om 200 miljoen dollar van de aandeelhouders van Berlitz Corporation te ontvreemden.
Nadat haar vader in januari 1991 de New York Daily News had gekocht, werd Maxwell uitgezonden naar New York als afgezant van haar vader voor de "verovering van de New Yorkse society".
In november 1991 werd Robert Maxwells lichaam drijvend in zee gevonden nabij de Canarische Eilanden. Hij was daarheen gegaan in zijn luxe jacht, de Lady Ghislaine. Meteen na zijn dood vloog Ghislaine naar Tenerife, waar het jacht was gestationeerd, om zorg te dragen voor zijn zakelijke administratie. Hoewel er een overlijdensverklaring van verdrinking ten gevolge van een ongeluk werd opgemaakt, is Maxwell blijven geloven dat haar vader is vermoord. In 1997 gaf ze hierover als commentaar: "Hij pleegde geen suïcide. Dat zou helemaal niet bij zijn karakter hebben gepast. Ik denk dat hij is vermoord".
Na zijn dood werd vastgesteld dat Robert Maxwell frauduleus het pensioenvermogen van zijn Mirror Group Newspapers had gebruikt om de prijs per aandeel te verhogen. Er bleek 440 miljoen dollar te ontbreken in de eigendommen van de pensioenfondsen hetgeen de erven Maxwell en de Britse regering de plicht oplegde de getroffen 32.000 rechthebbenden terug te betalen.
Ghislaine Maxwell verhuisde in 1991 kort na het overlijden van haar vader naar de Verenigde Staten. Ze werd gefotografeerd toen ze ten tijde van het pensioen-schandaal aan boord ging van het luxueuze Concorde-vliegtuig om de Atlantische Oceaan over te steken, hetgeen hevige verontwaardiging wekte. In 1992 verhuisde ze naar een appartement van een Iraanse vriend, dat uitkeek over Central Park. In die tijd werkte ze op een vastgoedkantoor aan Madison Avenue. Toentertijd verkeerde ze in kringen waartoe ook Ivana Trump en Adnan Khashoggi's zoon behoorden en werd een bekende socialite in New York.

## Relatie met Jeffrey Epstein
Maxwell ontmoette de Amerikaanse bankier Jeffrey Epstein voor het eerst in de vroege jaren negentig op een feestje in New York, na "een moeilijke breuk met graaf Gianfranco Cicogna van de Ciga-hotelketen". Maxwell en Epstein kregen een romantische relatie die een aantal jaren duurde. Daarna bleef zij decennialang met hem verbonden. De aard van hun relatie is onduidelijk. In een getuigenis verklaarden diverse huishoudelijke medewerkers van Epstein in 2009 dat Maxwell zowel in zijn publieke leven als in zijn privéleven een centrale rol speelde als "vriendin nummer één”. Deze rol omvatte sinds omstreeks 1992 ook het inhuren, controleren en ontslaan van het huishoudelijk personeel. Ze werd door Epsteins staf ook wel de "Lady of the House" genoemd of zijn "Kwaaiige Kenau". Vicky Ward, redacteur van Vanity Fair, meldde in 2003 dat Epstein aan Maxwell refereerde als “mijn beste vriendin”. Ward merkte ook op dat Maxwell "veel in zijn leven scheen te organiseren".
Maxwell was bevriend met de Britse prins Andrew van York, de tweede zoon van koningin Elizabeth II, die vaak sociale verplichtingen in New York samen met haar vervulde. Maxwell introduceerde Epstein bij prins Andrew, waarna de drie vaak gezamenlijk in sociale evenementen optraden. In 2000 namen Maxwell en Epstein deel aan een feest, gegeven door prins Andrew in een koninklijk slot in Norfolk, ter gelegenheid van Maxwells 39ste verjaardag.
Maxwell onderhoudt ook contacten met Bill Clinton, Donald Trump en prominent jurist Alan Dershowitz.
In 1995 gaf Epstein een van zijn bestaande bedrijven de naam Ghislaine Corporation; dit bedrijf, gevestigd in Palm Beach, werd in 1998 ontbonden.
In 2000 verhuisde Maxwell naar een groot herenhuis in East 65th Street, dicht bij Epsteins New Yorkse residentie. Haar herenhuis werd voor $ 4,95 miljoen gekocht door een anonieme nv, met een adres dat overeenkomt met het kantoor van J. Epstein & Co. De koper werd vertegenwoordigd door Darren Indyke, advocaat van Epstein.
In 2008 werd Epstein veroordeeld voor het verleiden van een minderjarige vrouw tot prostitutie. Hij werd veroordeeld tot 18 maanden gevangenisstraf, waarvan hij 13 maanden uitzat. Na Epsteins vrijlating werden Maxwell en Epstein niet meer samen gezien, hoewel zij zich prominent bij evenementen bleef presenteren. Eind 2015 bleek Maxwell zich grotendeels te hebben teruggetrokken uit haar sociale activiteiten.
Newsweek beweerde in 2015 in een artikel dat Ghislaine Maxwell "haar vaders bombastische charisma heeft". Aansluitend op haar persoonlijke en professionele verbond met Jeffrey Epstein, had zij jarenlang een romantische relatie met Ted Waitt, oprichter van Gateway Computers. Deze relatie werd begin 2011 beëindigd.

### Filantropie
In 2012 stichtte Maxwell het The TerraMar Project, een non-profitorganisatie die de bescherming van oceaanwateren wilde bevorderen. Zij gaf in 2014 een lezing over TerraMar op de University of Texas in Dallas en een TED-talk in Charlottesville. Maxwell vergezelde bestuurslid Stuart Beck naar twee bijeenkomsten van de Verenigde Naties om het project te bespreken. Op 12 juli 2019 kondigde het project plotseling zijn opheffing aan, minder dan een week na het bekend worden van de justitiële vervolging van haar ex-vriend en vertrouweling Jeffrey Epstein voor het ronselen van jonge meisjes voor seks.

## Civiele rechtszaken
Tegen Epstein werden verschillende rechtszaken gevoerd, waarbij Maxwell ook betrokken werd.

### Virginia Roberts Giuffre versus Epstein en Maxwell
Details van een civiele rechtszaak, gepubliceerd in januari 2015, bevatten de getuigenis van een vrouw, geïdentificeerd als "Jane Doe 3", die Ghislaine Maxwell ervan beschuldigde haar in 1999, terwijl ze nog minderjarig was, te hebben geronseld om seks te hebben met Epstein. In een artikel in de Miami Herald door Julie K. Brown in 2018 werd onthuld dat "Jane Doe 3" Virginia Roberts Giuffre was, die in 1999 bekend was als Virginia Roberts. Roberts Giuffre ontmoette Maxwell in Donald Trumps Mar-a-Lago Club in Palm Beach, waar Giuffre in die tijd werkzaam was. Zij beweerde dat Maxwell haar had geïntroduceerd bij Epstein, waarna zij "door hen beiden was getraind om hem te plezieren, inclusief lessen in Epsteins voorkeuren tijdens orale seks".
Maxwell heeft herhaaldelijk elke betrokkenheid bij Epsteins zedenmisdrijven ontkend. In een verklaring in 2015 weersprak zij beschuldigingen dat zij had opgetreden als souteneur voor Epstein en ontkende zij "dat ze prins Andrews handelingen van seksueel misbruik had gefaciliteerd". Maxwells woordvoerder zei dat "de tegen Ghislaine geuite beschuldigingen onwaar zijn" en dat zij "uitdrukkelijk beschuldigingen van onverkwikkelijke aard ontkent, die in de Britse pers en daarbuiten zijn verschenen en zich alle rechten voorbehoudt om bij herhaling de lasterlijke claims te ontzenuwen".
Roberts Giuffre klaagde Maxwell in 2015 aan bij het Federale Hof in het zuidelijke district van New York. Zij beweerde dat Maxwell en Epstein haar en andere minderjarige meisjes hadden geronseld voor seksfeestjes die Epstein gaf in zijn villa's in New York, New Mexico, Palm Beach en de Amerikaanse Maagdeneilanden. Maxwell maakte haar uit voor leugenaar. Roberts Giuffre klaagde Maxwell vervolgens aan wegens smaad. De rechtszaak werd geschikt in het voordeel van Giuffre, Hoewel de details niet bekend zijn, moest Maxwell haar naar het schijnt "miljoenen" betalen.
The New York Times meldde dat Maxwell sinds 2016 niet meer tijdens evenementen werd gefotografeerd. In april 2016 werd het herenhuis in New York waarin ze woonde verkocht voor $ 15 miljoen. In 2017 stelden haar advocaten dat zij haar adres niet kenden, en voorts dat zij in Londen verbleef maar daar geen permanente woning had. In 2019 bewoonde zij een afgelegen woning in New England.

### Sarah Ransome versus Epstein en Maxwell (2017)
In 2017 diende Sarah Ransome een aanklacht in tegen Epstein en Maxwell, waarin zij Maxwell beschuldigde dat zij haar ingehuurd had om massages met seksuele handelingen te geven aan Epstein. Maxwell zou haar gedreigd hebben fysiek iets aan te doen, dan wel haar carrière-vooruitzichten te vernietigen als zij niet tegemoet zou komen aan hun seksuele verlangens in zijn villa's in New York en op zijn privé-eiland, Little Saint James, dat deel uitmaakt van het district East End van Saint Thomas van de Maagdeneilanden. De aanklacht werd in 2018 ingetrokken na een schikking onder niet kenbaar gemaakte voorwaarden.

### Maria Farmer versus Epstein en Maxwell (2019)
Op 16 april 2019 zocht een nieuwe klager, Maria Farmer, de publiciteit. Zij verklaarde onder ede dat zij en haar 15 jaar oude zuster in 1996 seksueel waren misbruikt door Epstein en Maxwell op aparte locaties. Volgens de beëdigde verklaring had Farmer Maxwell en Epstein in 1995 ontmoet op een receptie van een New Yorkse galerie. Een jaar daarna, in de zomer van 1996, huurden zij haar in om te werken aan een kunstproject in de villa van de gefortuneerde zakenman Leslie Wexner in Ohio, waar zij vervolgens seksueel werd misbruikt. Farmer deed aangifte van het incident op het politiebureau van New York en bij de FBI. Farmers beëdigde verklaring vermeldde bovendien dat Epstein tijdens dezelfde zomer haar toen 15-jarige zuster meenam op een vlucht naar zijn eigendom in New Mexico, waar hij en Maxwell haar misbruikten op een massagetafel.

### Geschil over vrijgeven van gerechtsdocumenten
Op 2 juli 2019 gelastte een gerechtshof de verzegeling van documenten over de eerdere civiele zaak van Virginia Giuffre Roberts tegen Maxwell te verbreken. Jeffrey Epstein werd op 6 juli 2019 gearresteerd op de vlieghaven Teterboro Airport in New Jersey en in staat van beschuldiging gesteld wegens mensenhandel en ronselen van minderjarige prostituees. Maxwell eiste een nieuwe behandeling van de zaak in een federaal Hof van Beroep op 17 juli 2019, in een poging om documenten gesloten te houden die deel uitmaakten van de aanklacht door Virginia Giuffre Roberts. Op 9 augustus 2019 werd de eerste stapel documenten over de eerdere aanklacht van Giuffre wegens smaad tegen Maxwell vrijgegeven. 

## Dood Epstein en nasleep
Epstein werd op 10 augustus 2019 dood, hangend aangetroffen in zijn gevangeniscel in het Metropolitan Correctional Center in Manhattan. (Zie Jeffrey Epstein voor de omstandigheden van zijn dood.)
Sinds deze gebeurtenis leefde Maxwell ondergedoken en was haar verblijfplaats onbekend.

## Vervolging en andere juridische procedures
Er lopen verschillende juridische procedures tegen Maxwell.
Op 2 juli 2020 werd Maxwell gearresteerd. FBI-agenten arresteerden haar in Bradford, in de staat New Hampshire. Er waren zes aanklachten tegen haar opgesteld. Ze werd verdacht van het ongeveer van 1994 tot 1997 verleiden van minderjarigen tot reizen om zich in te laten met illegale seksuele handelingen en het vervoeren van minderjarigen met de bedoeling dat die zich zouden inlaten met illegale seksuele handelingen (bij beide deels het samenzweren ertoe), en van het in 2016 plegen van meineed in twee gevallen.
Maxwell werd vervolgd door een district in New York van de federale rechterlijke macht van de Verenigde Staten. Ze had daar een verzoek ingediend om vrijlating op borgtocht. Daarin stelde zij onder meer dat ze niet vervolgd kan worden, omdat Epstein in 2007 in het kader van een schuldbekentenis een non-prosecution agreement (NPA) is aangegaan met Alexander Acosta, die destijds hoofdofficier van justitie was van een district in Florida van de federale rechterlijke macht van de Verenigde Staten. Daarin staat dat de Verenigde Staten potentiële mededaders van Epstein niet zal vervolgen. Haar aanklager stelde dat de NPA niet geldt voor misdrijven gepleegd voor 2001, en dat zijn district bovendien niet gebonden is aan de overeenkomst met het andere district, en dat Maxwell aan de NPA ook geen rechten kan ontlenen omdat ze daarin geen partij was en haar naam er ook niet in genoemd is.
Op 28 december 2020 bepaalde de districtsrechter in Manhattan dat Ghislaine Maxwell niet op borgtocht vrijkomt. De rechter zei dat federale aanklagers haar ervan hebben overtuigd dat Maxwell ‘een vluchtrisico vormt’ en dat een borg niet voldoende zekerheid geeft dat zij in de toekomst voor de rechter zal verschijnen. De 59-jarige Maxwell wilde een borgsom van 28,5 miljoen dollar (23,5 miljoen euro) betalen om de rechtszaak tegen haar in 2021 in vrijheid te mogen afwachten.
Op 29 november 2021 begon in New York het strafproces tegen Maxwell. De zaak draaide om vier destijds minderjarige meisjes die in de jaren negentig door Maxwell bij Epstein afgeleverd zouden zijn. De jongste was 14 jaar. Ook zou ze daarover gelogen hebben onder ede. Ze kon tot 80 jaar cel krijgen. In 2022 werd zij schuldig bevonden aan het faciliteren van drie gevallen van misbruik en tot twintig jaar gevangenisstraf veroordeeld. Maxwell ging in beroep tegen de uitspraak.
Maxwell zit haar celstraf uit in Tallahassee, Florida. Op 22 en 23 juli werd ze er ondervraagd door het Ministerie van Justitie om mogelijke nieuwe bewijzen over andere daders in Epstein-zaak te bekomen. Het gesprek kwam er omdat het ministerie onder druk staat van de publieke opinie om gerechtsdocumenten van de zaak vrij te geven, meer bepaald een lijst van zogenaamde klanten van Epstein die ook misbruik maakten van de minderjarigen die hij liet ronselen door Maxwell.
Na ondervraging door Justitie werd Maxwell overgeplaatst naar een minder beveiligde gevangenis in de Amerikaanse staat Texas.